# H•A•M
H.A.M, reso graficamente come H•A•M, è un brano musicale dei rapper statunitensi Kanye West e Jay-Z, pubblicato come primo singolo del loro primo album collaborativo, intitolato Watch the Throne.
È stato reso disponibile per il download digitale su iTunes l'11 gennaio 2011.
Ne è stato realizzato un remix da Busta Rhymes.

## Tracce
Promo - CD-Single Roc-A-Fella - (UMG)
1. H.A.M. (Explicit) – 4:39
2. H.A.M. (Radio Edit) – 4:41

## Classifiche
| Classifica (2011)         | Posizione massima |
| ------------------------- | ----------------- |
| Regno Unito               | 30                |
| Scozia                    | 32                |
| Stati Uniti               | 23                |
| Stati Uniti (R&B/hip hop) | 48                |
| Stati Uniti (rap)         | 22                |
| Canada                    | 47                |